# Nou Trinquet de Guadassuar
El Nou Trinquet de Guadassuar és un edifici per a la pràctica de la pilota valenciana, que inclou la canxa i el bar a l'entrada: inaugurat l'any 1978, el Nou Trinquet rep eixe qualificatiu perquè l'anterior trinquet de Guadassuar, ubicat al costat d'on es troba ara el nou, va ser destruït per una forta nevada l'11 de gener del 1960.
El promotor del Nou Trinquet va ser l'aficionat Vicent Ginestar, que invertí els diners que havia guanyat treballant a Suïssa, i s'afegí Juan Aparicio com a soci i Joaquina, muller de Ginestar, com a regent del bar.
Segons els aficionats, dos de les quatre millors partides de la història de l'escala i corda s'han disputat a Guadassuar, una a cada un dels dos trinquets:
per a la inauguració del «nou» trinquet, 15 d'agost de 1978, l'empresa comptà amb Xatet de Guadassuar, Natalio de Torrent i un feridor contra Ribera i Carboneret en la primera partida; en la segona, Genovés i Ribes per a Eusebio, Xatet II i Machí. D'altres partides memorables que han tingut lloc al Nou Trinquet, Alberto Soldado en ressenya dos: la de Suret I i Viñes contra Paquito de Genovés, Roget de Riola i un feridor; i la que enfrontà Genovés i Fredi a Eusebio, Natalio i un feridor, en la qual Fredi canvià la seua posició habitual al rest per a ferir i jugar de punter.
Com altres trinquets que tenen associats un trofeu local, Guadassuar acull el Trofeu Mancomunitat de la Ribera Alta.

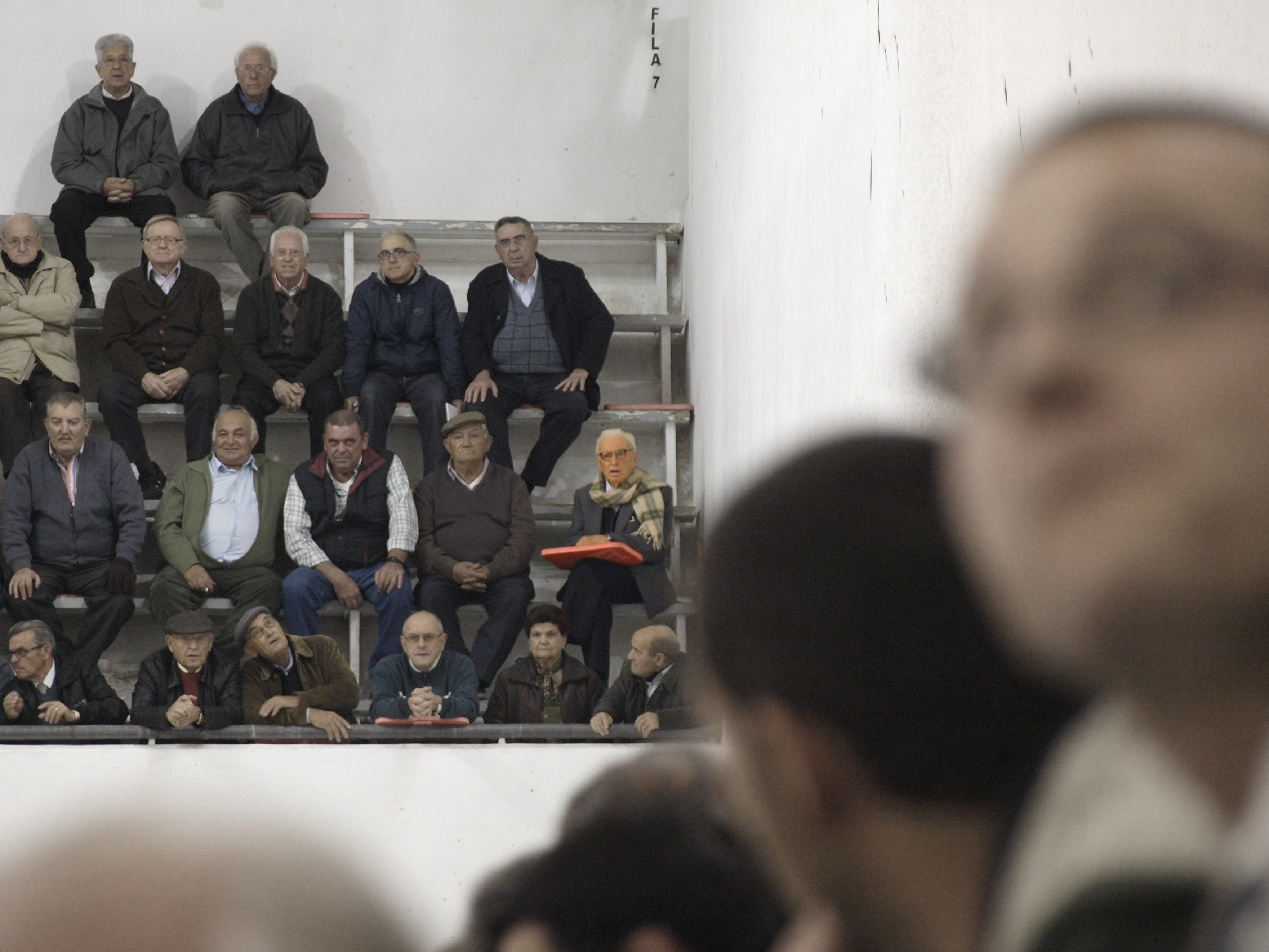
Públic de la galeria